# ساموئل لیو
ساموئل لیو (انگلیسی: Samuel N. C. Lieu؛ زادهٔ ۴ مارس ۱۹۵۰) مورخ مسیحیت و آیین مانوی در آسیای مرکزی و چین اهل هنگ کنگ است.